# PC Engine GT
PC Engine GT（簡稱為PCEGT）是日本資訊科技公司日本電氣的子公司“NEC Home Electronics”於1990年12月在日本及北美地區發行的8位元掌上遊戲機，為日本電氣家用遊戲機PC Engine（在北美地區被稱為TurboGrafx-16）的衍生機型，同時也是日本電氣開發的唯一一部掌上遊戲機。
PC Engine GT的硬體規格在當時屬先進者，可遊玩所有PC Engine/TurboGrafx-16的HuCard遊戲作品，並配有一面對角線寬度為2.6英寸（66公釐）的背光主動矩陣液晶螢幕。
儘管PC Engine GT之硬體規格較為先進，但是在任天堂的Game Boy及世嘉的Game Gear等強力對手的競爭下，PC Engine GT最終不敵，淡出市場，留下了150萬部的銷量成績。

## 歷史
PC Engine GT之開發計畫代號為，可運作的原型於1990年4月號的《電子遊戲與電腦娛樂》上首次曝光。遊戲機名稱中的GT是「遊戲與電視」（Game and TV）的縮寫。
1990年12月1日，PC Engine GT於日本首發，售價為44,800日圓；同月內主機於北美地區跟進發售，售價為249.99美元。
儘管PC Engine GT具有較先進的硬體規格，但由於其首發售價本就相對高昂（還曾被揶揄為「掌上遊戲機中的勞斯萊斯」），開發商日本電氣在行銷方面也問題重重，加上在任天堂的Game Boy及世嘉的Game Gear等強力競爭對手的夾擊下，最後這部主機並沒有獲得消費者的青睞，淡出市場，總銷量僅約150萬部。

## 遊戲陣容
PC Engine GT沒有任何獨佔遊戲，所有遊戲陣容皆來自於既有的PC Engine/TurboGrafx-16遊戲陣容。

## 評價
《電腦遊戲世界》將PC Engine GT與任天堂的Game Boy有利的做了對比，不過稱這部日本電氣的掌上遊戲機「像瘋了一般的吸取電力……形同強迫玩家在購買主機後立刻接著購買一組交流配接器（AC adapter）。」同時對主機與PC Engine遊戲的相容性給予了正面評價，最後總結表示「當你實際看到這部主機在運作時一定會喜歡上她」。《娛樂週刊》則讚譽了主機先進的16位元硬體以及遊戲的畫面表現，不過同時也做出警告表示，對習慣大螢幕的玩家來說，主機相對較小的螢幕配備某種概念上來說算是一種降級。